# Cedar Hill
La ville américaine de Cedar Hill est située dans les comtés de Dallas et Ellis, dans l’État du Texas. Lors du recensement de 2010, elle comptait 45 028 habitants, majoritairement afro-américains.

## Histoire

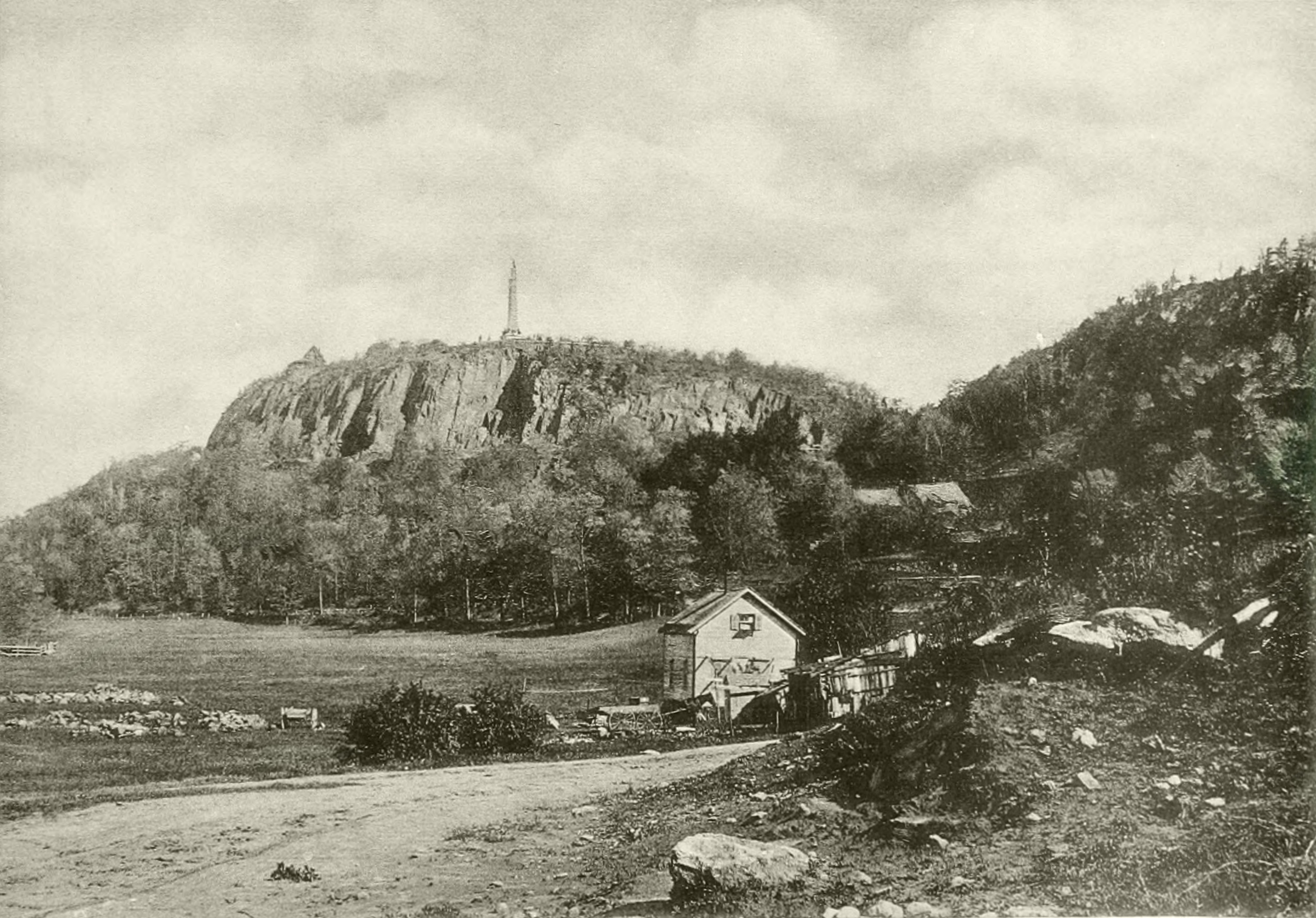
Vue de East Rock depuis Cedar Hill Area

Cedar Hill fait partie de la banlieue de Dallas et est située non loin de DeSoto, Duncanville et Lancaster. Très tôt dans son histoire, la ville est longée par le Chisholm Trail. Cedar Hill était, pendant un temps, le siège du Comté de Dallas. En 1856, un cyclone traverse la ville tuant neuf personnes et détruisant une majeure partie de la ville. Le siège du comté déménage ensuite à Dallas en raison de cette catastrophe.

## Géographie

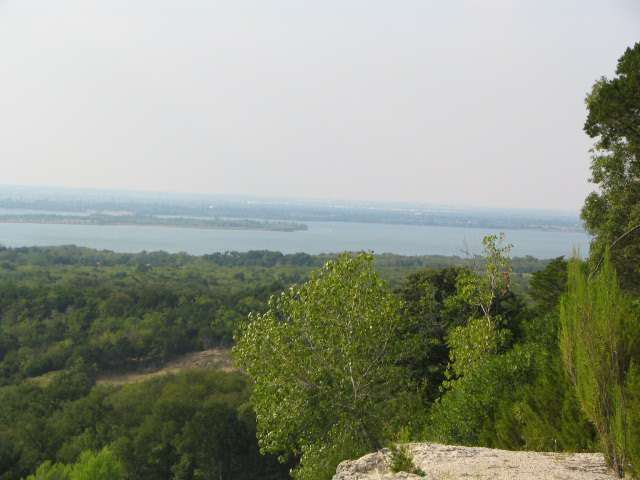
Joe Pool Lake depuis la rive est

Les villes voisines sont Grand Prairie au sud-ouest, à l'ouest et au nord-ouest; Dallas au nord; Duncanville au nord et au nord-est; DeSoto au nord-est et à l'est; Glenn Heights et Ovilla au sud-est; et Midlothian au sud. La ville est majoritairement située dans le comté de Dallas mais une petite partie de la ville, au sud, est située dans le Comté d'Ellis.
Selon le Bureau du recensement des États-Unis, la ville a une superficie de 93,0 km2 dont 92,8 km2 de terres et 0,2 km2 d'eau (0,22 %).
Parfois, la ville est appelée "The Hill country of Dallas", en comparaison avec "The Hill Country" d'Austin et San Antonio.
En raison de son altitude, de nombreuses radios locales et chaînes télévisées ont leurs antennes situées sur le territoire de la ville.

### Climat

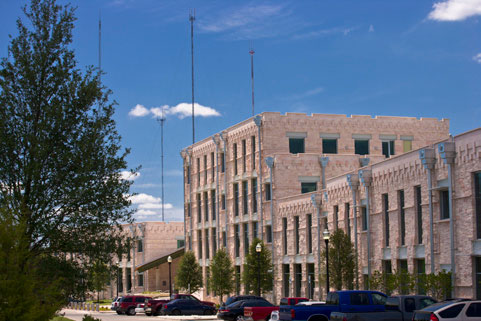
Le Cedar Hill Government Center qui accueille les bureaux du district

| Mois                              | jan. | fév. | mars | avril | mai   | juin  | jui. | août | sep. | oct. | nov. | déc. | année |
| --------------------------------- | ---- | ---- | ---- | ----- | ----- | ----- | ---- | ---- | ---- | ---- | ---- | ---- | ----- |
| Température minimale moyenne (°C) | 1    | 3    | 7    | 12    | 17    | 21    | 23   | 23   | 19   | 13   | 7    | 2    | 12,3  |
| Température moyenne (°C)          | 7    | 9    | 13   | 18    | 23    | 27    | 29   | 29   | 25   | 19   | 13   | 8    | 18,3  |
| Température maximale moyenne (°C) | 13   | 15   | 19   | 24    | 28    | 32    | 34   | 34   | 31   | 26   | 19   | 14   | 24,1  |
| Record de froid (°C)              | −19  | −18  | −14  | −4    | 2     | 9     | 13   | 12   | 3    | −7   | −10  | −20  | −4,4  |
| Record de chaleur (°C)            | 35   | 36   | 37   | 39    | 40    | 46    | 44   | 46   | 43   | 41   | 36   | 34   | 39,8  |
| Précipitations (mm)               | 57,7 | 77,5 | 97,5 | 84,8  | 101,3 | 104,6 | 67,6 | 59,4 | 77,5 | 113  | 77   | 78,7 | 996,6 |

| Diagramme climatique                                  |         |         |          |           |           |          |          |          |         |       |         |
| J                                                     | F       | M       | A        | M         | J         | J        | A        | S        | O       | N     | D       |
| 13157,7                                               | 15377,5 | 19797,5 | 241284,8 | 2817101,3 | 3221104,6 | 342367,6 | 342359,4 | 311977,5 | 2613113 | 19777 | 14278,7 |
| Moyennes : • Temp. maxi et mini °C • Précipitation mm |         |         |          |           |           |          |          |          |         |       |         |

## Démographie
| Groupes                          | Cedar Hill | Texas | États-Unis |
| -------------------------------- | ---------- | ----- | ---------- |
| Afro-Américains                  | 51,9       | 11,9  | 12,6       |
| Blancs                           | 35,4       | 70,4  | 72,4       |
| Autres                           | 7,4        | 10,1  | 6,4        |
| Métis                            | 2,8        | 2,5   | 2,7        |
| Asiatiques                       | 2,0        | 3,8   | 4,8        |
| Amérindiens                      | 0,5        | 0,7   | 0,9        |
| Total                            | 100        | 100   | 100        |
|                                  |            |       |            |
| Hispaniques et Latino-Américains | 18,7       | 37,9  | 16,7       |

Entre 2012 et 2016, le revenu par habitant était en moyenne de 26 777 dollars par an, au-dessus de la moyenne du Texas (27 828 dollars) et des États-Unis (29 829 dollars). Toutefois, seulement 11 % des habitants de Cedar Hill vivaient sous le seuil de pauvreté (contre 15,6 % dans l'État et 12,7 % à l'échelle du pays).
De plus, 14,1 % de la population ne possède pas d'assurance maladie, contre 18,6 % au niveau de l'État et 10,1 % au niveau national.

## Éducation

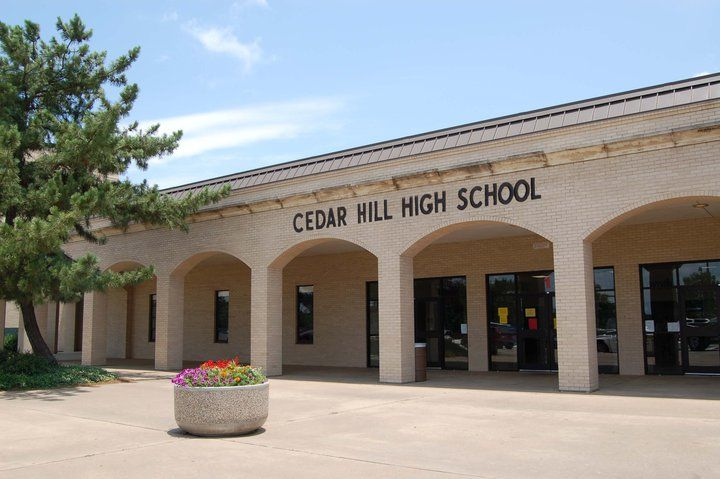
Cedar Hill High School

La majeure partie de la ville est desservie par le Cedar Hill Independent School District. L'autre partie de la ville est desservie par le Duncanville Independent School District ainsi que le Midlothian Independent School District.
Le Cedar Hill Independent School District comprend la Cedar Hill High School. Le Duncanville Independent School District comprend quant à lui la Duncanville High School alors que la Midlothian Independent School District comprend la Midlothian High School.
Life School est une école publique pour le niveau K-4 du Cedar Hill campus. La Trinity Christian School de Cedar Hill accueille aussi des enfants de la ville.
Le 23 décembre 2006, l'équipe de football de la Cedar Hill High School remporte son premier championnat d'État, battant Cypress Falls High School 51-17 à Alamodome, à San Antonio. William Cole était l'homme du match grâce, notamment à 3 touchdowns. Cole remporte les honneurs de l'Offensive MVP et l'arrière Chris Francis remporte le Defensive MVP Award.
L'université Northwood est une université privée proposant des cursus de quatre ans et se trouvant sur la rive est du Joe Pool Lake.

## Économie

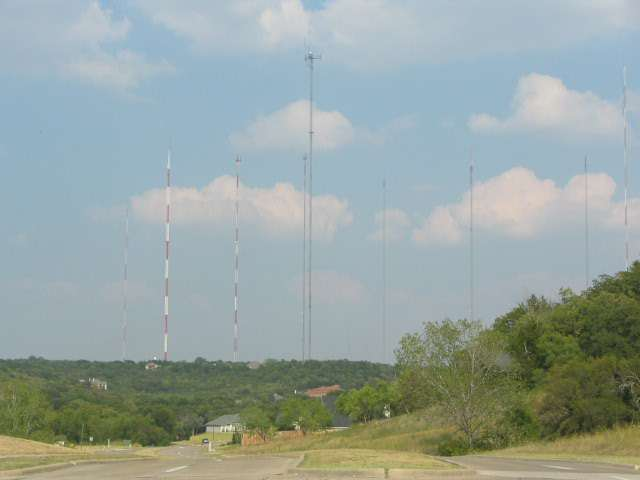
Groupement d'antennes à Cedar Hill

À l'automne 2000, l'ouverture de The Plaza at Cedar Hill lance la croissance, insufflée en début d'année par le développement des grandes distributions dans la ville.
Plus tard dans l'année est construit The Cedar Hill Crossing. Quelques années plus tard, en 2003 est construit Cedar Village pour relier un nouveau centre commercial, culturel... avec le district de Main Street. The Village inclut des ventes au détail près de l'US Hwy 67 avec restaurants, bureaux, lieux de détente...
Cedar Hill accueille le siège de Boxcar Club, un bar-restaurant partiellement construit avec des anciens wagons. Le club organise de nombreux événements de charité.